# Gustavo Arriagada
Gustavo Eduardo Arriagada Morales (20 de septiembre de 1953) es un ingeniero comercial, académico y consultor chileno, ex superintendente de Bancos e Instituciones Financieras de la presidenta Michelle Bachelet.
Estudió en el Colegio Alemán de la capital chilena. Posteriormente ingresó a la carrera de ingeniería comercial en la Universidad de Chile, casa de estudios donde alcanzó su licenciatura en el año 1979.
Se inició profesionalmente en la estatal Corporación de Fomento de la Producción (Corfo), lugar donde se desempeñó como analista entre 1979 y 1981. Luego, entre  1981 y 1982, fue subgerente de desarrollo y análisis de crédito del Banco de Talca. Más tarde trabajó en la estatal Comisión Chilena del Cobre (1982-1986), el Banco de Chile (1986-1990) y el Banco del Estado (1990-1994). Entre 1995 y 1997 fue gerente de riesgo de la división de consumo del Banco de Chile.
En 1997 arribó a la Superintendencia de Bancos e Instituciones Financieras como director de estudios y análisis financiero. Un año después fue nombrado intendente de Bancos, cargo en el que permaneció hasta el año 2005, cuando la salida de Enrique Marshall, quien partió al Banco Central como gerente general, posibilitó su promoción hasta el máximo cargo en la entidad.
En marzo de 2006 fue confirmado en su puesto por el nuevo Gobierno encabezado por Michelle Bachelet.
En este cargo le tocó enfrentar la crisis financiera mundial gestada en 2007 en los Estados Unidos y declarada en 2008 en todos los países del orbe.
Tras el ascenso de Sebastián Piñera a la Presidencia de la República, en marzo de 2010, fue relevado por Carlos Budnevich.
En septiembre de 2010 fue elegido director de CorpBanca, entidad controlada por el empresario local Álvaro Saieh.
Contrajo matrimonio con Gabriela Barahona Ibáñez, con quien tuvo dos hijas.